# Sheffield (Ohio)
Pour les articles homonymes, voir Sheffield (homonymie).
Sheffield est un village du Comté de Lorain en Ohio.
Sa population était de 3 982 habitants en 2010.